# Paul Zech

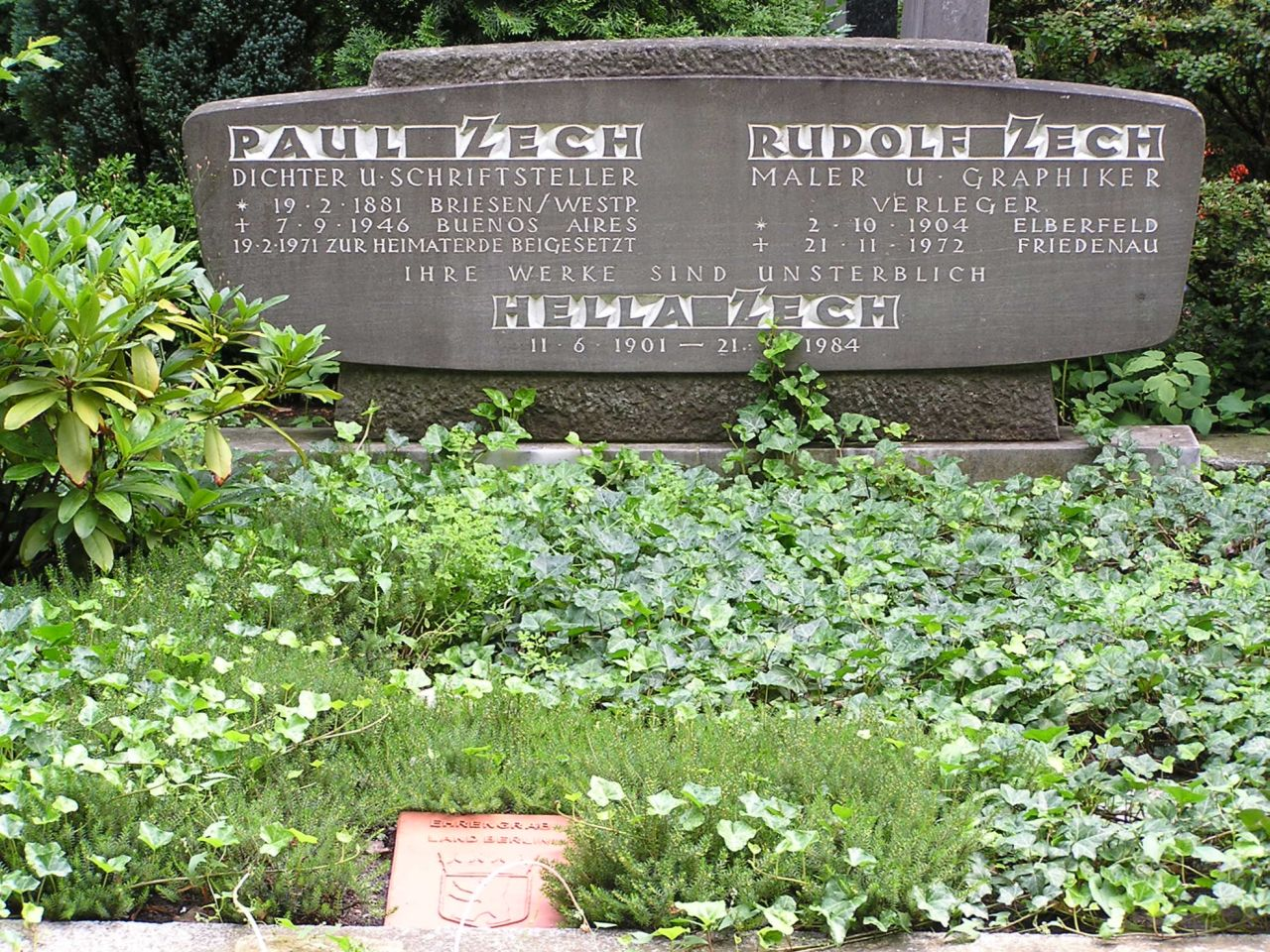
Grobowiec rodzinny na berlińskim cmentarzu Friedenau

Paul Zech (ur. 19 lutego 1881 w Briesen, zm. 7 września 1946 w Buenos Aires) – pisarz niemiecki, poeta, dramaturg i tłumacz.

## Życiorys
Urodził się w Wąbrzeźnie, w kamienicy przy ul. Wolności 14 gdzie spędził dzieciństwo i pierwsze lata młodości. Ojciec jego był rzemieślnikiem tzw. powroźnikiem. Po przerwaniu niesystematycznych studiów humanistycznych m.in. w Bonn, Heldelbergu i Zurychu, podjął pracę jako palacz i górnik w kopalniach belgijskich w latach 1902-1909. W latach 1912–1933 mieszkał w Berlinie, gdzie pracował jako redaktor, bibliotekarz, agent reklamowy i dramaturg. W 1934 roku przez Wiedeń i Triest udał się na emigrację, a od 1937 roku zamieszkał w Argentynie. Spoczął na berlińskim cmentarzu Friedenau.
Był jednym z najbardziej płodnych pisarzy niemieckojęzycznych. Wydał ok. 30 zbiorów poezji, 30 zbiorów dramatów, 20 tomów prozy, zajmowała go również eseistyka oraz tłumaczenia z francuskiego. Dotąd w języku polskim wydano tylko zbiór opowiadań pochodzących z tomu Der schwarze Baal, przetłumaczone przez Honoratę Züger. W zbiorach wąbrzeskiej biblioteki znajduje się także kilka wierszy Paula Zecha tłumaczonych na polski przez Andrzeja Kopackiego, Karola Brzóskiewicza, Jakuba Wildgena i Pawła Beckera. Do jego najwybitniejszych dzieł należą: Historia ubogiej Joanny, Niemcy, waszym tancerzem jest śmierć czy Juppchen od koni